# Малюков, Алексей Сергеевич
Алексей Сергеевич Малюков (род. 27 марта 1950 года, село Красный Холм) — советский метатель молота и тренер по лёгкой атлетике. Мастер спорта СССР международного класса. Заслуженный тренер России.

## Биография
Алексей Сергеевич Малюков родился 27 марта 1950 года в селе Красный Холм Шиловском районе Рязанской области. У него есть брат Фёдор.
Алексей окончил Краснохолмскую сельскую школу, а затем — Центральный институт физической культуры в Москве и военное училище в Орджоникидзе, имеет воинское звание «подполковник». В 1991 году сыграл чудовище Люми в фильме «Люми». Женат, жена — Тамара.
С 1983 года работал старшим тренером Центрального совета «Динамо» по лёгкой атлетике. В 2004—2008 годах был старшим тренером сборной России по лёгкой атлетике (группа метаний), затем старшим тренером сектора метания молота сборной России. Готовил команду к летним Олимпийским играм 2008 года в Пекине.
Среди его воспитанников:
- Сергей Кирмасов — чемпион Европы среди юниоров 1989 года, трёхкратный чемпион России (1992, 1998, 2001), чемпион России по длинным метаниям 1993 года, участник Олимпийских игр 2004 года[7][8],
- Анна Булгакова — бронзовый призёр чемпионата Европы 2012 года, участница Олимпийских игр 2008 года[9].

После ухода из сборной России, Алексей Сергеевич работал тренером по контракту в Кувейте и Катаре. В 2010 году он начал тренировать катарского метателя Ашрафа Амжада Эльсейфи, который под его руководством стал двукратным чемпионом мира среди юниоров (2012, 2014), установил мировой рекорд для юниоров, участвовал в Олимпийских играх 2016 года.

## Личные результаты
В 1975 году стал чемпионом страны на чемпионате СССР в помещении в метании веса (22,58 м).
| Год  | Соревнования     | Место проведения    | Место  | Результат |
| ---- | ---------------- | ------------------- | ------ | --------- |
| 1975 | Чемпионат СССР   | Москва, СССР        | 3      | 73,44 м   |
| 1978 | Чемпионат Европы | Прага, Чехословакия | 15 (q) | 68,78 м   |
| 1979 | Чемпионат СССР   | Москва, СССР        | 2      | 75,42 м   |